# François Duval
François Duval (Chimay, 1980. november 18. –) belga raliversenyző.

## Pályafutása

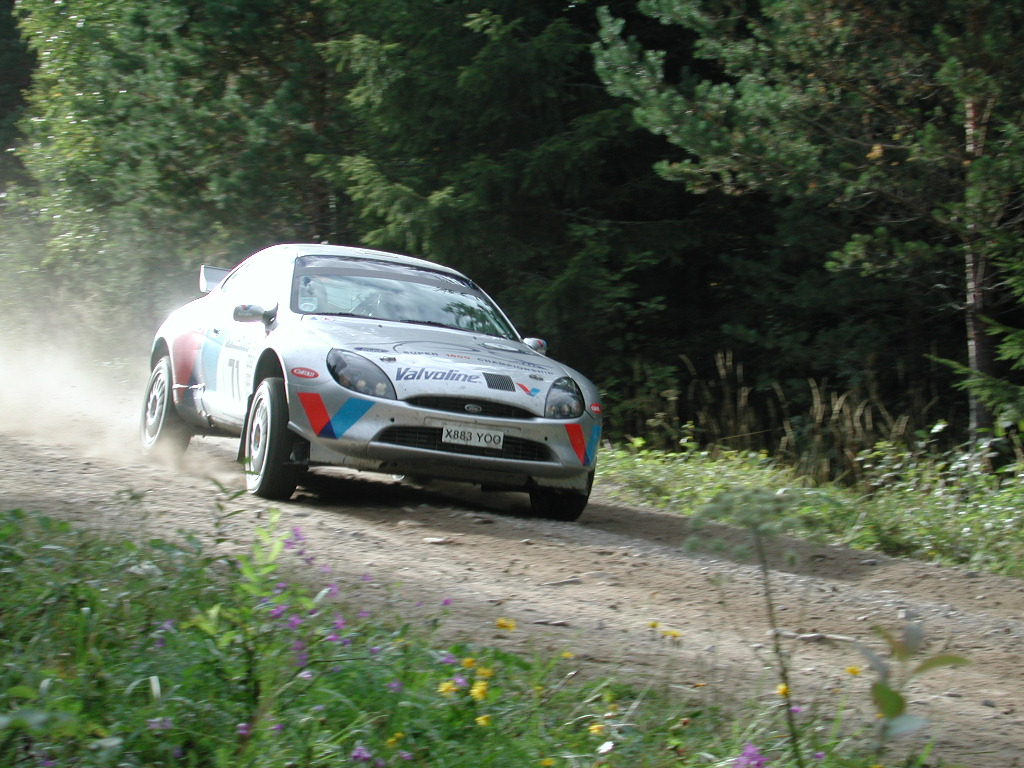
Ford Pumával 2001 Finn rali

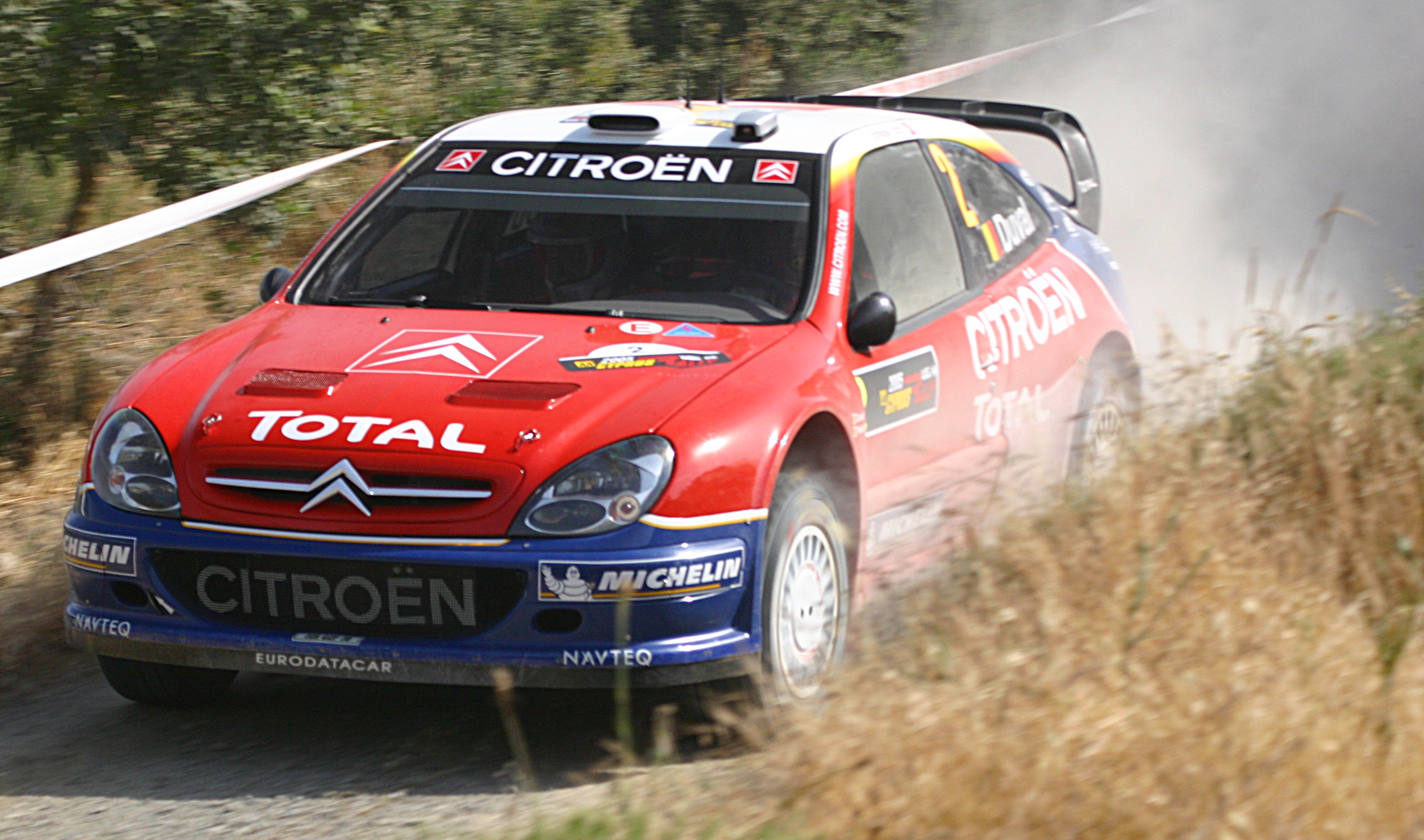
Duval a 2005-ös Ciprus ralin

Világbajnoki karrierjét 2001-ben kezdte, de a versenyek nagy részén nem ért célba. 2002-ben megnyerte a Monte Carlo rali junior értékelését egy Ford Pumával. A Svéd ralin már egy Ford Focus WRC-vel indult, és a tizedik helyen zárt. A szezon hátra levő részén már nem ért el kimagasló eredményeket, balesetek és technikai hibák hátráltatták.

### 2003
2003-ban már a Ford gyári pilótájaként versenyzett. Az első két futam várakozáson alul sikeredett, Monte Carloban hetedikként ért célba, még Svédországban kiesett. A szezon harmadik versenyén, a török ralin megszerezte pályafutása első dobogós helyezését, ahol a harmadik helyen zárt. Ezután sorozatos problémák, kiesések következtek és François egyedül a Korzika ralin állhatott fel ismét a dobogóra.

### 2004
A 2004-es bajnokságot szintén a Ford csapatánál versenyezte végig. Svédországi kiesésétől eltekintve jól kezdődött számára az év. Monte Carloban harmadik, Mexikóban második lett.

### Rali-világbajnoki győzelmei
| #  | Dátum                | Rali          | Navigátor   | Autó              | Összefoglaló |
| -- | -------------------- | ------------- | ----------- | ----------------- | ------------ |
| 1. | 2005. november 20-23 | Ausztrál rali | Sven Smeets | Citroen xsara WRC | Összefoglaló |

## Külső hivatkozások
- Hivatalos honlapja